# Schenk (titel)
Schenk of  mondschenk is de middeleeuwse titel van de dienstedele die de tafel van zijn heer bediende.
Een schenk was lid van de ministerialiteit (dienstadel) en had als (ere)functie het bedienen van zijn heer. Daarnaast was de schenk verantwoordelijk voor het bestuur van een deel van het grondgebied (vaak een gehucht of dorp) van de heer. De titel raakte in de late middeleeuwen in onbruik, enkele families van de Uradel voegden de eretitel daarom toe aan hun achternaam (vgl. Schenck van Toutenburg, Schenk von Stauffenberg).